# 乳鉢

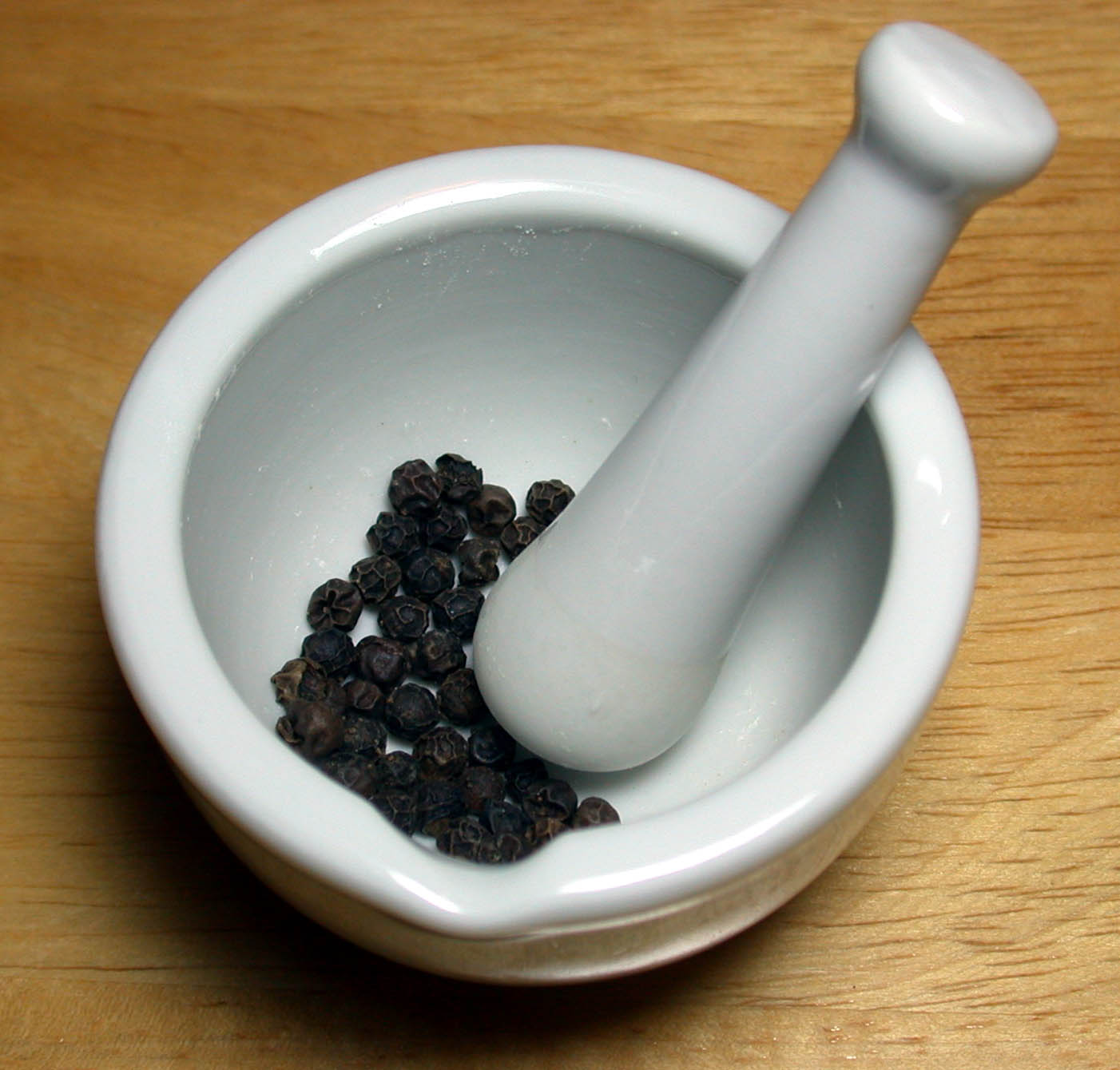
磁器の乳鉢
コショウの実をすりつぶすところ

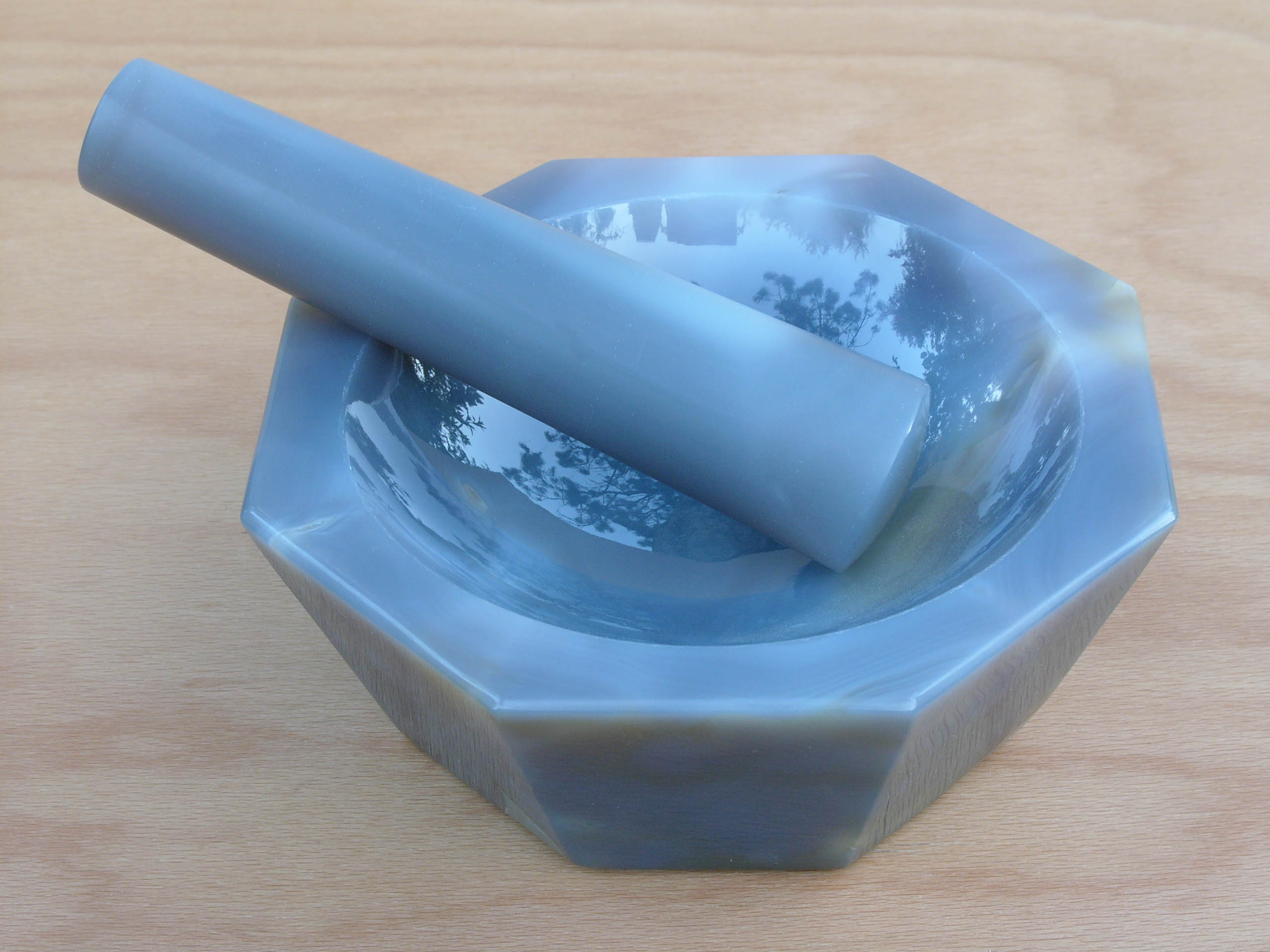
メノウの乳鉢

乳鉢（にゅうばち、英: mortar）は、固体を粉砕または混和するために使用する鉢である。乳棒（にゅうぼう、英: pestle）と共に使用される。
世界各地で古代から使われており、食品の加工や調剤・実験器具として用いられる。

## 語源
英語のmortar、ドイツ語のMörser、フランス語のmortierなどの語源はラテン語のmortariumである。日本語での「乳鉢」という用語の使用は、ヘンリー・エンフィールド・ロスコー の著作などを基に、1874年（明治7年） に翻訳刊行された『小學化學書』にまで遡れることが知られており、それ以前は「薬局の臼」「石臼」といった臼に関連した訳語や用語が用いられていた。この「臼」から「鉢」への変遷は、様々な形状や材質による乳鉢が導入され、粉砕する器具としてだけでなく、混和する器具としての使用法も認識されていったからではないかと考察されている。
一方、「乳」の由来については俗説として女性の乳房に似ている、乳香を加工するための器具などが理由として伝えられているが、証拠となる資料は報告されていない。五位野政彦は中国古典籍に現れる「乳鉢」の用法から、「乳」はその形状から来たものではなく、固いものを柔らかくすることに由来すると仮定した考察を行っており、また乳棒につては、乳鉢とともに使う棒として「乳鉢」にちなんで名付けられたとする仮説を提起している。

## 実験器具としての乳鉢
化学実験などで試薬を粉砕するなど比較的硬度が低い試料を調整する場合には、磁製、ガラス製の乳鉢と乳棒が使用される。これら磁製、ガラス製の乳鉢と乳棒は粉砕に使用される面は粗面に仕上げられており、乳棒で試料を圧搾粉砕するのに（いわゆる「こじる」ように）回転を加えるので試料が逃げ難いようになっている。一方、鉱物など硬い試料を粉砕する際にはステンレス、メノウまたはアランダム製の乳鉢が使用されるが、これらの乳鉢・乳棒の面は平滑に加工されており、主に試料を打ち付けることで粉砕するので深鉢になっているものも多い。混合を目的として乳鉢を用いる場合、乳鉢を手に持ち、乳棒ではなく乳鉢を動かして擂ると、よく混ざる。

## 擂潰機

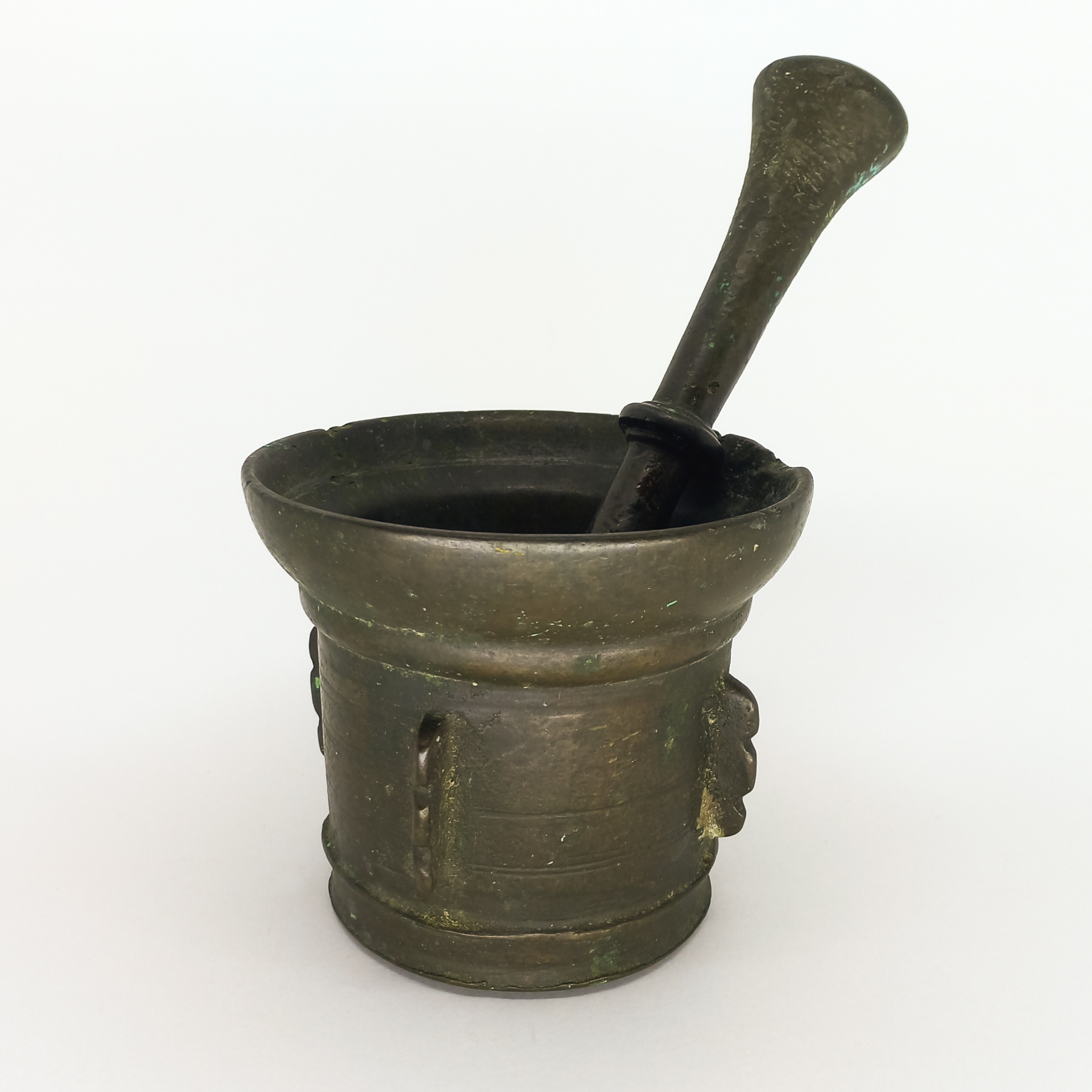

食品加工などに用いられる擂潰機（らいかいき）は乳鉢の原理を応用した機械で摩砕と圧縮によって粉砕や混練を行う。臼に1 - 3本の鉢棒（杵）を上部から差し込み鉢面との摩擦で原料を噛み込みすりつぶす。